# 현상 (가수)
최현상(본명: 최현상, 1984년 ~ )은 대한민국의 가수이다.

## 경력
- 그룹 '오션' 멤버

## 음반
- 2015년 Hot Love
- 2017년 한평만
- 2019년 날울린당신 / 남은인생